# Alfonso I al Aragonului și Navarei
Alfonso I (n. 1073, Regatul Aragonului – d. 7 septembrie 1134, Poleñino⁠(d), Aragon, Spania), numit și Alfonso Războinicul, a fost regele Aragonului și Navarei din 1104 până la moartea sa în 1134. El a fost al doilea fiul al regelui Sancho al V-lea al Aragonului și Navarei și succesorul fratelui său Petru I al Aragonului și Navarei.
Alfonso și-a petrecut primii patru ani de război aproape constant cu musulmanii. În 1105, el a cucerit Ejea și Tauste și a refortificat Castellar și Juslibol. În 1106, el l-a învins pe Ahmad al-II Musta'in de Zaragoza la Valtierra. În 1107, el a luat Tamarite de Litera și Esteban de la Litera. Apoi, a urmat o perioadă dominată de relațiile sale cu Castilia și León, prin soția sa, Urraca. El a reluat cucerirea lui în 1117, cucerind Fitero, Corella, Cintruénigo, Murchante, Monteagudo și Cascante.
În 1118, Consiliul de Toulouse a declarat o cruciadă pentru a ajuta la cucerirea Zaragozei. Mulți francezi i s-au alăturat lui Alfonso la Ayerbe. Au luat Almudevar, Gurrea de Gállego și Zuera, asediând Zaragoza la sfârșitul lunii mai. Orașul a căzut la 18 decembrie, iar forțele lui Alfonso au ocupat Azuda.
În 1119, el a reluat Cervera, Tudejen, Castellón, Tarazona, Agreda, Magallón, Borja, Alagón, Novillas, Mallen, Rueda, Epila și a populat regiunea de Soria. El a început asediul la Calatayud, dar a plecat pentru a  învinge armata de la Cutanda care încerca să reia Zaragoza. Când Calatayud a căzut, el a luat Bubierca, Alhama de Aragón, Ariza și Daroca (1120). În 1123, el a asediat și a luat Lleida, care a fost în mâinile contelui de Barcelona. Din iarna lui 1124 până în septembrie 1125, el a fost într-o expediție riscantă pentru Peña Cadiella departe în Andaluzia.
Campaniile sale finale au fost împotriva Mequinenza (1133) și Fraga (1134), unde Garcia Ramirez al Navarei, viitorul rege al Navarrei și alți 500 de cavaleri, au luptat cu el. A căzut la 17 iulie. El a fost mort până în septembrie. Mormântul lui este în mănăstirea San Pedro în Huesca.